# Peter Heinrich Barleben
Peter Heinrich Barleben (geboren 14. Januar 1803 in Oldenburg, Herzogtum Oldenburg; gestorben 15. Februar 1866 in Delmenhorst, Großherzogtum Oldenburg) war ein oldenburgischer Verwaltungsbeamter und Abgeordneter des Oldenburger Landtags.

## Leben
Peter Heinrich Barleben war ein Sohn des Musikers Johann Friedrich Barleben und der Margaretha Renken. Er besuchte das Alte Gymnasium in Oldenburg und studierte Rechtswissenschaften an der Universität Göttingen. 1823 wurde er Amtsverwalter im Amt Nohfelden im Fürstentum Birkenfeld, das nach dem Wiener Kongreß 1817 als Teil des Großherzogtums Oldenburg geschaffen worden war. Er legte 1830 das Examen ab und war ab 1832 zweiter Regierungssekretär in Birkenfeld. Barleben heiratete 1832 Amalie Görlitz, sie hatten drei Kinder. 1836 wurde er zum Amtmann im Amt Nohfelden ernannt. Zwanzig Jahre später wechselte Barleben an das Amt Delmenhorst und wurde 1860 zum Oberamtmann befördert.  
Barleben wurde 1852 Mitglied der Birkenfelder Verfassungspartei. Er war ab 1850 mit kurzer Unterbrechung Abgeordneter im Landtag des Großherzogtums Oldenburg für den Wahlkreis Birkenfeld und ab 1857 für den Wahlkreis Delmenhorst. Er wurde 1857 mit dem Allgemeinen Ehrenzeichen I. Klasse des Oldenburgischen Verdienstordens ausgezeichnet. 